# Aguada de Baixo
Aguada de Baixo is een plaats (freguesia) in de Portugese gemeente Águeda en telt 1 699 inwoners (2001).